# Cortuluá
El Cortuluá, denominado oficialmente Cortuluá Fútbol Club S. A. y conocido anteriormente como Corporación Club Deportivo Tuluá, fue un club de fútbol colombiano del municipio de Tuluá en el Valle del Cauca fundado en 1967. Este equipo militó en el Fútbol Profesional Colombiano durante 33 temporadas (1991-2023). Para enero de 2024 el club cambia de nombre y de sede renaciendo como el Internacional Fútbol Club de Palmira.
En el Campeonato Colombiano 2001 tuvo su campaña más destacada al ganar el Torneo Apertura, que en aquella época no daba título pero sí le brindó al Cortuluá un cupo para jugar la Copa Libertadores en fase de Grupos en 2002. Ascendió a la Primera A en noviembre de 2021 al ser el ganador del Cuadrangular B de la Primera B 2021-II y descendió nuevamente al final de la temporada 2022.

## Historia
La historia de Cortuluá parte de una idea que nació de un grupo de amigos del fútbol en 1967, encabezados por el exjugador y técnico paraguayo Hernando Acosta
Todo lo que se ha recogió en la era del fútbol profesional colombiano, se remonta a lo que se revivió de la Corporación Club Deportivo Tuluá en la temporada de 1991, cuando se iniciaba otra etapa en Colombia con el Campeonato de Ascenso para ponerle emotividad diferente a como estaba reglamentado el fútbol nacional. Fue nuevamente el «profe Acosta» quien encabezó al grupo de dirigentes tulueños que realizó las gestiones para que el equipo fuera aceptado en la competición. La primera Junta Directiva de 1991 en la Copa de Ascenso estuvo encabezada por Alfonso Parra como su Presidente y Ciro Morán Materón en la Vicepresidencia, mientras Hernando Acosta se mantenía en la Junta directiva y encargado del Comité de Fútbol; el técnico del equipo Corporación Club Deportivo Tuluá era Freddy Ospina.
En el equipo aparecieron jugadores como Guido, Carlos Erao, Walter Valencia, William Rivera, Adelmo Vallecilla, José Luis Osorio, Osvaldo Ortiz, William Vargas y el primer kinesiólogo Älvaro Saldaña. En la primera cancha que entreno Cortuluá fue en la del Gimnasio del Pacífico.
En 1992 hizo una buena participación en la Segunda división pero fue en  1993, de la mano de Humberto «El Tucho» Ortiz, Cortuluá logró su objetivo de ascender a la Primera división en una excelente campaña con jugadores representativos en el club como William Vargas, Diego Gómez, Adelmo Vallecilla, Carlos Rodas, José Hernando Arias, Plácido Bonilla, Alexander Rodríguez Muñoz, entre otros.

### En Primera División
El primer partido profesional de Cortuluá fue el sábado 26 de febrero de 1994 en el Estadio Hernando Azcárate Martínez de la ciudad vecina de Guadalajara de Buga. El partido se jugó en Buga porque el rival de turno, Envigado F. C. tenía suspendida la plaza y prefirió jugar en la vecina ciudad pretendiendo hacer buena taquilla por la fiebre que despertaba por esos días Cortuluá.
En  1996-97 clasificó a los cuadrangulares semifinales donde quedó tercero del Grupo B detrás de Atlético Bucaramanga.
En 1999 quedó segundo en el torneo finalización y en los cuadrangulares semifinales quedó tercero del Grupo B detrás de Atlético Nacional; en la tabla de la reclasificación queda tercero.
Pasaron siete años en la Primera división hasta el 2001 para que el equipo Corazón del Valle ganara el torneo apertura del año 2001 para así obtener automáticamente el tiquete para la Copa Libertadores 2002. Con sólo siete temporadas y media en Primera división, el cuadro dirigido por Óscar Héctor Quintabani escribió una página gloriosa, la más destacada de su corta trayectoria.
Mario Alberto Yepes, Rubiel Quintana, Néstor «Palmira» Salazar, Gustavo Victoria, William Vásquez Chacón, Carlos Rodas, Juan Carlos Martínez y Óscar «La Moña» Galvis son algunos de los futbolistas que debutaron y triunfaron en la rama profesional con la casaca del Tuluá y luego pasaron a otros equipos de mayor tradición e historia.
Al clasificar a la Copa Libertadores 2002, el Cortuluá rompió en dos la historia del fútbol colombiano. Es el primer equipo que, ascendió de la Categoría Primera B, sin antes haber jugado en la Categoría Primera A, obtuvo su pasaporte al torneo continental. En su primera y única participación en la Copa Libertadores, no pasó la primera fase, donde su única victoria fue ante Talleres de Córdoba (Argentina).
En el Cortuluá militaron jugadores de gran trayectoria profesional como Rafael Dudamel, Rubiel Quintana, Leonardo Mina Polo, Víctor Bonilla, Márcio Cruz, Palomo Santtorini y Faustino Asprilla, jugador insignia de la región tulueña.

### Segunda etapa en la Primera B

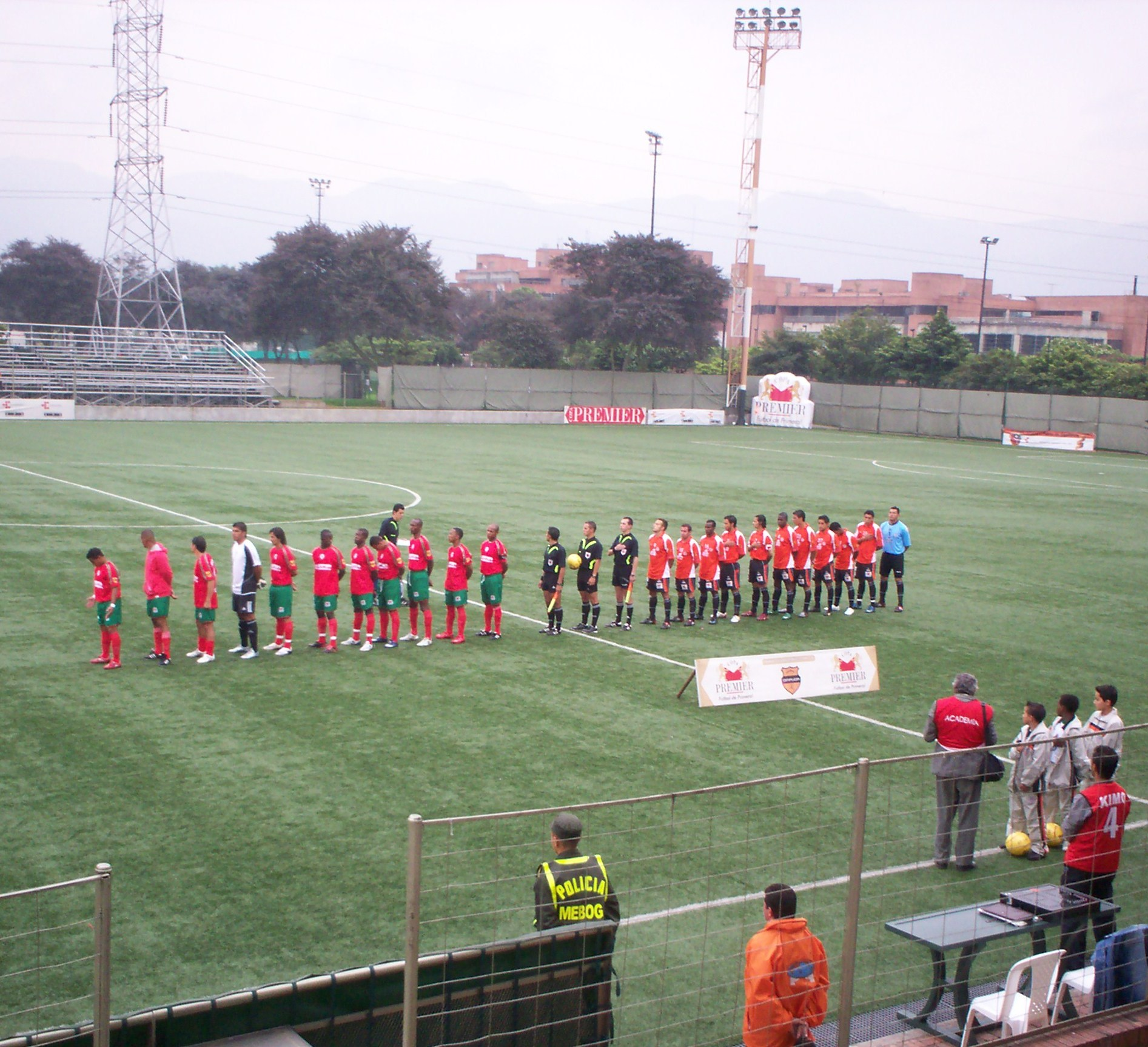
Partido entre Academia (naranja) y Cortuluá (rojo).

Luego de no tener buenas campañas en la Categoría Primera A en las temporadas (2002-2003) tuvo como consecuencia perder la categoría en 2004 al quedar último de la tabla del descenso con 122 puntos.
En el 2005 el equipo clasificó entre los ocho, pero quedó eliminado en los cuadrangulares por Cúcuta Deportivo que quedó campeón en esta Temporada. En la temporada de 2006 el equipo enfrentó a Valledupar F.C. en un duelo de subcampeones ya que La Equidad había ganado el Torneo Apertura y Finalización, por consiguiente ascendía directamente a la Categoría Primera A; este partido de ida y vuelta era importante ya que el ganador jugaría la serie de promoción ante el Atlético Huila que había quedado penúltimo en la Tabla del descenso; el equipo tulueño no logró ganar el duelo de 180 minutos el partido de ida quedó 3-2 a favor de Valledupar F.C. y el de vuelta quedó empatado sin goles, en las temporadas 2007 y 2008 el equipo no clasificó a los cuadrangulares semifinales en el Torneo de Ascenso.
En la temporada de 2009, Cortuluá clasificó a la final del Torneo Apertura, superando en el Grupo A de los cuadrangulares semifinales al Deportes Palmira, al Deportivo Rionegro y al Atlético Bucaramanga. En la instancia definitiva, Cortuluá derrotó 3-1 en el partido de ida al Itagüí Ditaires, en Tuluá. El partido de vuelta disputado en Ditaires lo ganó el club antioqueño 2-0, y en la definición por penales Cortuluá se impuso 6-5, ganando así el Torneo Apertura, y adquiriendo el derecho de jugar la final del año por el ascenso directo.
En la serie definitiva, el onceno tulueño se impuso en un marcador global de 4-1 sobre Atlético Bucaramanga, primero imponiéndose con un contundente 3-0 en el Estadio Doce de Octubre y luego empatando 1-1 en Bucaramanga. De esta forma, los orientados por Fernando Velasco conquistaron el título del año y ganaron el derecho a jugar en 2010 de nuevo en la Primera A.

### Temporada 2010
Su primer partido en la Categoría Primera A después de 6 años fue de local en la fecha número 1 del Torneo Apertura contra el Boyacá Chicó que terminó con marcador adverso para los tulueños por 1-2. La mala tendencia se mantuvo durante todo el año, sumados los problemas económicos y administrativos, los continuos cambios de técnico durante el torneo (3 en total, Fernando Velasco, Fernando Valderrama y Harold Morales) y el no encontrar una base sólida de jugadores, se vieron reflejados en sus pobres resultados deportivos, lo que concluyó en una derrota producida el día domingo 8 de noviembre de 2010 por marcador 3-0 contra el Cúcuta Deportivo en el Estadio General Santander en la fecha número 17 del Torneo Finalización, lo que puso el sello del descenso.

### Temporada 2011
El 11 de enero llega a Tuluá el nuevo director técnico Sergio «Checho» Angulo, quien trabajó con el plantel remanente del torneo anterior y solicitó 4 refuerzos para la temporada.
El 5 de abril fue licenciado el profesor Sergio Angulo y llegó como Técnico Interino el profesor Néstor Rodríguez que con un destacado trabajo clasificó el equipo a los play-off del Primer Semestre y seguidamente lo llevó a la Gran Final perdiendo en el Estadio La Independencia de Tunja desde la definición de tiros penales(5-4) ante el equipo Patriotas Boyacá,Luego de derrotar al Pacífico F. C. en las semifinales. El primer partido se jugó en el Estadio Doce de Octubre de la ciudad de Tuluá donde el encuentro finalizó empatado a cero goles, y el de vuelta se jugó en Tunja donde tampoco hubo goles, lo que obligó a los tiros desde el punto penal donde Patriotas se impuso 5-4 luego que Michael Ordóñez fallara su cobro y el guardameta Carlos Chávez anotara el tiro definitivo. El 23 de septiembre del mismo año salió el Profesor Néstor Rodríguez y asumió como Director Técnico el Profesor Fernando Velasco. En la temporada 2012 en el Apertura y Finalización logra clasificar a los cuadrangulares pero no logra clasificar a la final de  ninguno de los dos semestres del Torneo de Ascenso.

### Temporada 2013
Luego de perder la posibilidad de avanzar a la final de la Primera B 2013-I el profesor Fernando Velasco renunció al cargo de Director Técnico asumiendo de nuevo el Profesor Néstor Rodríguez para encarar el resto de la temporada.
En al Temporada 2014 ni en el Torneo Apertura y Torneo Finalización clasifica a los cuartos de final, en  el Primer Semestre donde queda campeón Jaguares y en el Segundo Semestre donde queda campeón Deportes Quindío.

### Regreso y estadía en Primera División: 2015 - 2017
El 21 de enero de 2015 logra el ascenso a la Primera división del fútbol Colombiano, por medio de los cuadrangulares especiales de ascenso luego de empatar cero a cero con el Unión Magdalena y superar en el Grupo B a los equipos América de Cali y Deportivo Pereira. Cortuluá después de cinco años y de la mano del técnico Jaime de la Pava regresa a la Primera división del Fútbol Profesional colombiano.
En el Torneo Apertura 2016 con refuerzos como Miguel Borja, quien rompió el récord de más goles en torneos cortos con 19 goles, y el veterano Mayer Candelo logra llegar hasta semifinales quedando 3-3 con el Independiente Medellín y ser derrotado en la tanda de penaltis (7) a (8) cobrado por los 11 jugadores de cada equipo; el equipo dejó atrás grandes como Santa Fe, Deportivo Cali, Atlético Nacional, Millonarios, entre otros.

### Cuarta etapa en la Primera B
A partir de 2018 jugó en la segunda división del fútbol profesional colombiano, al haber quedado en posición de descenso (19°) en la Primera División de Colombia en la temporada 2017.
En el 2018 quedó quinto del todos contra todos con 44 puntos y en el grupo A de cuadrangulares quedó segundo con 9 puntos detrás de Cúcuta Deportivo.
En el torneo apertura 2019 quedó subcampeón ante Deportivo Pereira.
En el segundo semestre quedó eliminado en cuadrangulares por Deportivo Pereira,y tuvo la opción de jugar un duelo de repechaje por el ascenso de ida  y vuelta ante Boyacá Chicó dónde empató el partido de local sin goles y el de visitante lo perdió por un gol.
En el 2020 queda primero del todos contra todos con 33 puntos; en cuadrangulares quedó primero del grupo A con 13 puntos y después queda subcampeón ante el Atlético Huila.
En el Torneo Apertura 2021 quedó subcampeón ante Deportes Quindío. Luego en el torneo finalización 2021 clasificó a las fases finales donde quedó como primero del grupo A clasificando de esta manera a la gran final y logrando el ascenso a la Categoría Primera A para la temporada 2022.

### Cambios de sede y desaparición
Tras su descenso al final de la temporada 2022, Cortuluá cambia de sede para jugar sus partidos como local en 2023 en el Estadio Raúl Miranda de Yumbo. El equipo iba a renombrarse como Yumbo Industriales, pero no se concretó el cambio nombre por razón social. A final de año se conoció que Cortuluá será local en Palmira tras obtener el aval de Dimayor, concretándose la desaparición del club y traslado a ese municipio el 10 de enero de 2024 con su nuevo nombre de Internacional F. C. de Palmira.

## Símbolos

### Escudo
El primer escudo del Cortuluá Tenía forma redonda, con borde verde y relleno blanco. En su interior se posaba en la parte superior el nombre del equipo de color negro, y en la parte inferior un balón que sobresalía de la forma del escudo. En el centro se podía detallar el escudo del municipio de Tuluá dentro de otro círculo más pequeño de color naranja.
En junio de 2022 el equipo decidió modernizar su escudo. El nuevo emblema mantenía la forma circular y el borde verde con interior de color blanco. Los cambios más notorios fueron el nombre del club, ahora de color verde, y en la parte inferior se suprime el balón, cuyo lugar toma la fecha de fundación del equipo, 1967. En su interior posa un corazón de color naranja sobre un círculo naranja con una franja central verde. El nuevo escudo suprime, también, el escudo del municipio de Tuluá, con respecto al anterior diseño.

### Uniforme

#### Evolución uniforme local
| 2015 | 2016 | 2017 | 2018 | 2019 | 2020 - 2021 | 2021 - 2022 | 2022 |

#### Evolución uniforme visitante
| 2015 | 2016 | 2017 | 2018 | 2019 | 2020 - 2021 | 2021 - 2022 | 2022 |

#### Evolución tercer uniforme
| 2016 | 2017 | 2018 | 2019 | 2020 - 2021 | 2021 - 2022 | 2022 |

### Indumentaria
| Proveedores y patrocinadores | Proveedores y patrocinadores | Proveedores y patrocinadores |
| Período                      | Proveedor                    | Patrocinador                 |
| ---------------------------- | ---------------------------- | ---------------------------- |
| 2012-I - 2015-I              | Kimo                         | ...                          |
| 2015-II - 2019               | Keuka                        | ...                          |
| 2020 - 2023                  | Hillside                     | ...                          |

## Datos del club
- Puesto histórico: 19.º
- Temporadas en 1.ª: 24 (1994-2004, 2010, 2015-2017, 2022).
- Temporadas en 2.ª: 18 (1991-1993, 2005-2009, 2011-2014, 2018-2021, 2023).
- Mayores goleadas conseguidas
  - En campeonatos nacionales:
    - 6-0 al Valledupar Fútbol Club el 14 de octubre de 2019 en Tuluá.[108]
    - 6-0 al Atlético FC el 19 de septiembre de 2020 en Tuluá.[109]
    - 0-5 al Real Cartagena el 5 de diciembre de 2021 en Cartagena.[110]
    - 5-1 al Unión Magdalena el 17 de abril de 2011 en Tuluá.[111]
    - 5-1 al Deportivo Pasto el 18 de julio de 2015 en Tuluá.[112]
    - 4-0 al Atlético Bucaramanga el 9 de abril de 2011 en Tuluá.[113]
    - 4-0 al Atlético Bucaramanga el 11 de noviembre de 2013 en Tuluá.[114]
    - 4-1 al Deportivo Cali el 30 de enero de 2016 en Tuluá.[115]
    - 0-3 al Deportivo Pasto el 7 de febrero de 2015 en Pasto.
    - 1-3 al Atlético Nacional el 4 de abril de 2015 en Medellín.[116]

  - En torneos internacionales: 
    - 4-2 al Talleres de Córdoba el 12 de marzo de 2002 en Pereira.
- Mayores goleadas en contra
  - En campeonatos nacionales:
    - 7-0 con Once Caldas el 5 de abril de 1998 en Manizales.[117]
    - 1-6 con Deportivo Cali el 5 de mayo de 1996 en Tuluá.[118]
    - 5-0 con Club Llaneros el 31 de octubre de 2018 en Villavicencio.[119]
    - 1-5 con Deportes Tolima el 4 de abril de 2010 en Tuluá.[120]
    - 5-1 con Deportivo Pasto el 23 de mayo de 2012 en Pasto.[121]
    - 4-0 con Deportivo Pasto el 13 de abril de 2011 en Pasto.[122]
    - 4-0 con Itagüí Leones el 21 de septiembre de 2011 en Rionegro.[123]
    - 0-4 con Deportivo Pasto el 3 de febrero de 2017 en Cali.[124]
    - 4-0 con Deportivo Pereira el 29 de marzo de 2018 en Pereira.[125]

  - En torneos internacionales: 
    - 2-5 con River Plate el 21 de marzo de 2002 en Pereira.
- Mejor puesto:
  - En Primera división : 3.º (2001 y 1999).
  - En Segunda división : 1.º (1993 y 2009).
  - En Copa Colombia : Octavos de final (2014 y 2015).
- Peor puesto:
  - En Primera división : 20.º (2017-I).
  - En Segunda división : 18.º (2008).
- Máximo goleador: Carlos Rodas con 61 goles.
- Participaciones internacionales:
  - Copa Libertadores 2002: (primera fase).

### Trayectoria histórica
Temporadas
| Años '90s y '00s \| Semestre \| Liga \| Categoría \| Posición \| Fase Final \| \| -------- \| ------------ \| --------- \| -------- \| ----------- \| \| 1991 \| Copa Concasa \| B \| 10.° \| - \| \| 1992 \| Copa Concasa \| B \| 1.° \| 3.° \| \| 1993 \| Copa Concasa \| B \| 1.° \| 1.° \| \| 1994 \| Copa Mustang \| A \| 15.° \| - \| \| 1995 \| Copa Mustang \| A \| 11.° \| x \| \| 1996 \| Copa Mustang \| A \| 12.° \| - \| \| 1997 \| Copa Mustang \| A \| 9.° \| - \| \| 1998 \| Copa Mustang \| A \| 12.° \| - \| \| 1999 \| Copa Mustang \| A \| 3.° \| - \| \| 2000 \| Copa Mustang \| A \| 13.° \| - \| \| 2001 \| Copa Mustang \| A \| 6.° \| 2.° Grupo B \| \| 2002-I \| Copa Mustang \| A \| 15.° \| - \| \| 2002-II \| Copa Mustang \| A \| 12.° \| - \| \| 2003-I \| Copa Mustang \| A \| 17.° \| - \| \| 2003-II \| Copa Mustang \| A \| 17.° \| - \| \| 2004-I \| Copa Mustang \| A \| 14.° \| - \| \| 2004-II \| Copa Mustang \| A \| 12.° \| - \| \| 2005 \| Copa Premier \| B \| 3.° \| 2.° Grupo A \| \| 2006 \| Copa Premier \| B \| 2.° \| 3.° \| \| 2007 \| Copa Premier \| B \| 13.° \| - \| \| 2008 \| Copa Premier \| B \| 18.° \| - \| \| 2009 \| Copa Premier \| B \| 4.° \| 1.° \| |              |           |          |             |
| Semestre | Liga         | Categoría | Posición | Fase Final  |
| 1991 | Copa Concasa | B         | 10.°     | -           |
| 1992 | Copa Concasa | B         | 1.°      | 3.°         |
| 1993 | Copa Concasa | B         | 1.°      | 1.°         |
| 1994 | Copa Mustang | A         | 15.°     | -           |
| 1995 | Copa Mustang | A         | 11.°     | x           |
| 1996 | Copa Mustang | A         | 12.°     | -           |
| 1997 | Copa Mustang | A         | 9.°      | -           |
| 1998 | Copa Mustang | A         | 12.°     | -           |
| 1999 | Copa Mustang | A         | 3.°      | -           |
| 2000 | Copa Mustang | A         | 13.°     | -           |
| 2001 | Copa Mustang | A         | 6.°      | 2.° Grupo B |
| 2002-I | Copa Mustang | A         | 15.°     | -           |
| 2002-II | Copa Mustang | A         | 12.°     | -           |
| 2003-I | Copa Mustang | A         | 17.°     | -           |
| 2003-II | Copa Mustang | A         | 17.°     | -           |
| 2004-I | Copa Mustang | A         | 14.°     | -           |
| 2004-II | Copa Mustang | A         | 12.°     | -           |
| 2005 | Copa Premier | B         | 3.°      | 2.° Grupo A |
| 2006 | Copa Premier | B         | 2.°      | 3.°         |
| 2007 | Copa Premier | B         | 13.°     | -           |
| 2008 | Copa Premier | B         | 18.°     | -           |
| 2009 | Copa Premier | B         | 4.°      | 1.°         |

| Años '10s y '20s \| Semestre \| Liga \| Categoría \| Posición \| Fase Final \| \| -------- \| --------------- \| --------- \| -------- \| ------------- \| \| 2010-I \| Liga Postobón \| A \| 17.° \| - \| \| 2010-II \| Liga Postobón \| A \| 16.° \| - \| \| 2011 \| Torneo Postobón \| B \| 6.° \| - \| \| 2012 \| Torneo Postobón \| B \| 3.° \| - \| \| 2013 \| Torneo Postobón \| B \| 4.° \| - \| \| 2014 \| Torneo Postobón \| B \| 13.° \| - (n) \| \| 2015-I \| Liga Águila \| A \| 14.° \| - \| \| 2015-II \| Liga Águila \| A \| 15.° \| - \| \| 2016-I \| Liga Águila \| A \| 8.° \| 2/1 Semifinal \| \| 2016-II \| Liga Águila \| A \| 19.° \| - \| \| 2017-I \| Liga Águila \| A \| 20.° \| - \| \| 2017-II \| Liga Águila \| A \| 13.° \| - \| \| 2018 \| Torneo Águila \| B \| 5.° \| 2.° Grupo A \| \| 2019 \| Torneo Águila \| B \| 3.° \| 3.° \| \| 2020 \| Torneo Betplay \| B \| 1.° \| 2.° \| \| 2021-I \| Torneo Betplay \| B \| 5.° \| 3.° \| \| 2021-II \| Torneo Betplay \| B \| 6.° \| 1/1 Final \| \| 2022-I \| Liga Betplay \| A \| \| \| \| 2022-II \| Liga Betplay \| A \| \| \| |                 |           |          |               |
| Semestre | Liga            | Categoría | Posición | Fase Final    |
| 2010-I | Liga Postobón   | A         | 17.°     | -             |
| 2010-II | Liga Postobón   | A         | 16.°     | -             |
| 2011 | Torneo Postobón | B         | 6.°      | -             |
| 2012 | Torneo Postobón | B         | 3.°      | -             |
| 2013 | Torneo Postobón | B         | 4.°      | -             |
| 2014 | Torneo Postobón | B         | 13.°     | - (n)         |
| 2015-I | Liga Águila     | A         | 14.°     | -             |
| 2015-II | Liga Águila     | A         | 15.°     | -             |
| 2016-I | Liga Águila     | A         | 8.°      | 2/1 Semifinal |
| 2016-II | Liga Águila     | A         | 19.°     | -             |
| 2017-I | Liga Águila     | A         | 20.°     | -             |
| 2017-II | Liga Águila     | A         | 13.°     | -             |
| 2018 | Torneo Águila   | B         | 5.°      | 2.° Grupo A   |
| 2019 | Torneo Águila   | B         | 3.°      | 3.°           |
| 2020 | Torneo Betplay  | B         | 1.°      | 2.°           |
| 2021-I | Torneo Betplay  | B         | 5.°      | 3.°           |
| 2021-II | Torneo Betplay  | B         | 6.°      | 1/1 Final     |
| 2022-I | Liga Betplay    | A         |          |               |
| 2022-II | Liga Betplay    | A         |          |               |

## Jugadores

### Última plantilla 2023-II
- Los equipos colombianos están limitados a tener en la plantilla un máximo de cuatro jugadores extranjeros. La lista incluye sólo la principal nacionalidad o nacionalidad deportiva de cada jugador.
- Para la temporada 2022 la Dimayor autorizó la inscripción de treinta (30) jugadores a los clubes,[126] de los cuales cinco (5) deben ser categoría Sub-23.[127]
- Los jugadores de categoría sub-20 no son tenidos en cuenta en el conteo de los 35 inscritos ante Dimayor.

### Jugadores en selecciones nacionales
Nota: en negrita jugadores parte de la última convocatoria en sus respectivas selecciones.
| País                                       | Categoría | Jugador(es)                                                                      |
| ------------------------------------------ | --------- | -------------------------------------------------------------------------------- |
| Colombia                                   | Mayores   | Andrés Colorado                                                                  |
| Colombia                                   | Sub-20    | Alexis Castillo, José Daniel García, Jairo Junior Ditta, Santiago Camilo Vergara |
| Datos actualizados el 17 de enero de 2022. |           |                                                                                  |

## Entrenadores

### Cuerpo técnico 2022
| Dirección técnica actual | Dirección técnica actual | Dirección técnica actual | Dirección técnica actual |
| ------------------------ | ------------------------ | ------------------------ | ------------------------ |
| Entrenador:              | Fernando Velasco         |                          |                          |
| Asistente técnico:       | Carlos Hernández         | Preparador físico:       | Harold Rodríguez         |
| Entrenador porteros:     | Jonathan Bolaños         | Kinesiologo(s):          | Ervin Salomón            |
| Médico:                  | Carlos Rodríguez         | Utilero:                 | Andrés Cruz              |

## Palmarés
Torneos nacionales (2)
| liga primera División | Títulos | Competición Nacional      | Títulos      | Subtítulos             |
| --------------------- | ------- | ------------------------- | ------------ | ---------------------- |
| primera división      | 2001    | Categoría Primera B (2/3) | 1993 y 2009. | 2020, 2021-I y 2021-II |

- Ganador del campeonato apertura 2001
- Ganador del Torneo Apertura de la Primera B (1): 2009
- Ganador del Cuadrangular de Ascenso (1): 2015

Torneos juveniles
- Campeonato Juvenil (1):2015
- Subcampeón Campeonato Juvenil (1): 2014
- Campeonato Prejuvenil (1):2018[128]
- Copa El País (2): 2013, 2021
- Tercer lugar de la Copa Libertadores Sub-20 (1): 2016